# Départements du duché de Varsovie

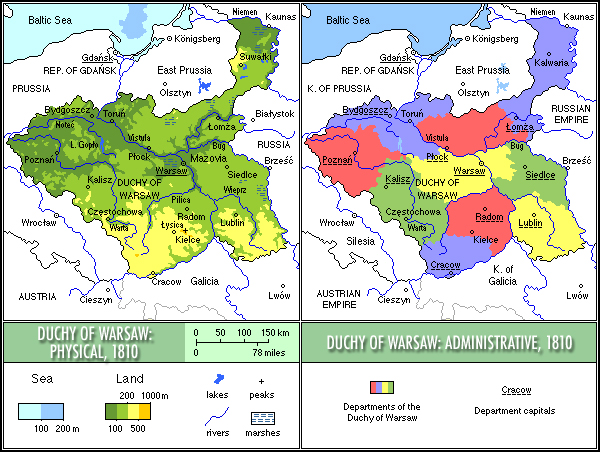
Carte topographique et administratives des départements du duché de Varsovie de 1810 à 1815.

Le duché de Varsovie, établi en 1807 par Napoléon Ier, était divisé en départements, sur le modèle des départements français. Ces départements étaient eux-mêmes divisés en districts (arrondissements, en polonais powiats).

## Les 6 départements créés en 1807
- Département de Varsovie
- Département de Poznań
- Département de Kalisz
- Département de Bydgoszcz
- Département de Płock
- Département de Łomża, qui s'appela de janvier à juin 1807 département de Białystok.

## Les 4 départements ajoutés en 1809
Par le traité de Schönbrunn, l'Autriche est contrainte de céder des territoires au duché de Varsovie. En conséquence, le nombre des départements est porté de 6 à 10 :
- Département de Cracovie ;
- Département de Lublin ;
- Département de Radom ;
- Département de Siedlce.

En 1815, le duché de Varsovie fut divisé entre le grand-duché de Posen (à l'ouest) et le royaume de Pologne — le « royaume du Congrès » — (à l'est). Ce dernier conserva la structure départementale jusqu'à la réforme de 1816.